# Health Consumer Powerhouse
A Health Consumer Powerhouse – HCP – é uma organização sueca independente que funciona como Observatório do Consumidor de Serviços de Saúde. Esta instituição conduz estudos e análises dos sistemas de saúde de 35 países, incluindo todos os países membros da União Europeia e ainda o Canadá.
A HCP foi iniciada em 2005, e é dirigida pelo médico sueco Johan Hjertqvist, contando com cerca de dez colaboradores e escritórios em Estocolmo, Bruxelas e Winnipeg.

Entre outras publicações, a HCP publica o Índice Europeu de Assistência Médica.